# Natação no Campeonato Mundial de Esportes Aquáticos de 2015 - 100 m costas masculino
A prova dos 50 metros costas masculino da natação no Campeonato Mundial de Esportes Aquáticos de 2015 ocorreu nos dias 3 de agosto e 4 de agosto em Cazã na Rússia.

## Recordes
Antes desta competição, os recordes mundiais e do campeonato nesta prova eram os seguintes:
| Tipo                  | Atleta        | Tempo | Local        | Data                |
| --------------------- | ------------- | ----- | ------------ | ------------------- |
|                       | Aaron Peirsol | 51.94 | Indianápolis | 8 de julho de 2009  |
| Recorde do campeonato | Aaron Peirsol | 52.19 | Roma         | 2 de agosto de 2009 |

## Medalhistas
| Ouro               | Prata                 | Bronze                   |
| Mitch Larkin (AUS) | Camille Lacourt (FRA) | Matt Grevers Xiang (USA) |

## Resultados

### Eliminatórias
Esses foram os resultados das eliminatórias.
| Pos. | Bateria | Raia | Nadador               | Nacionalidade  | Tempo | Notas            |
| ---- | ------- | ---- | --------------------- | -------------- | ----- | ---------------- |
| 1    | 6       | 5    | Mitch Larkin          | Austrália      | 52.50 | Q,               |
| 2    | 7       | 4    | Matt Grevers          | Estados Unidos | 53.21 | Q                |
| 3    | 6       | 4    | Xu Jiayu              | China          | 53.29 | Q                |
| 4    | 6       | 6    | Liam Tancock          | Reino Unido    | 53.35 | Q                |
| 5    | 7       | 5    | Ryosuke Irie          | Japão          | 53.37 | Q                |
| 6    | 6       | 3    | Guilherme Guido       | Brasil         | 53.57 | Q                |
| 7    | 5       | 4    | Chris Walker-Hebborn  | Reino Unido    | 53.64 | Q                |
| 8    | 5       | 2    | Grigory Tarasevich    | Rússia         | 53.69 | Q                |
| 9    | 7       | 3    | Evgeny Rylov          | Rússia         | 53.74 | Q                |
| 10   | 6       | 1    | Jan-Philip Glania     | Alemanha       | 53.78 | Q                |
| 11   | 7       | 6    | Simone Sabbioni       | Itália         | 53.83 | Q                |
| 12   | 5       | 3    | Jérémy Stravius       | França         | 53.92 | Q                |
| 12   | 6       | 2    | Camille Lacourt       | França         | 53.92 | Q                |
| 12   | 7       | 7    | Yakov Toumarkin       | Israel         | 53.92 | Q                |
| 15   | 5       | 6    | Ben Treffers          | Austrália      | 54.00 | Q                |
| 16   | 5       | 5    | David Plummer         | Estados Unidos | 54.06 | Q                |
| 17   | 7       | 2    | Masaaki Kaneko        | Japão          | 54.19 |                  |
| 18   | 5       | 1    | Radosław Kawęcki      | Polónia        | 54.20 |                  |
| 19   | 6       | 8    | Tomasz Polewka        | Polónia        | 54.26 |                  |
| 20   | 5       | 9    | Li Guangyuan          | China          | 54.34 |                  |
| 21   | 7       | 9    | Quah Zheng Wen        | Singapura      | 54.40 | Recorde nacional |
| 22   | 7       | 0    | Corey Main            | Nova Zelândia  | 54.51 |                  |
| 23   | 4       | 4    | Gábor Balog           | Hungria        | 54.65 |                  |
| 24   | 7       | 8    | Christian Diener      | Alemanha       | 54.75 |                  |
| 25   | 6       | 0    | Park Seon-kwan        | Coreia do Sul  | 54.80 |                  |
| 26   | 6       | 7    | Christopher Ciccarese | Itália         | 54.81 |                  |
| 26   | 6       | 9    | Juan Rando            | Espanha        | 54.81 |                  |
| 28   | 5       | 0    | Danas Rapšys          | Lituânia       | 54.86 |                  |
| 29   | 5       | 7    | Russell Wood          | Canadá         | 54.90 |                  |
| 30   | 4       | 3    | Robert Glinţă         | Roménia        | 55.07 |                  |

| Ver o restante da classificação | Ver o restante da classificação | Ver o restante da classificação | Ver o restante da classificação | Ver o restante da classificação | Ver o restante da classificação | Ver o restante da classificação |
| Pos.                            | Bateria                         | Raia                            | Nadador                         | Nacionalidade                   | Tempo                           | Notas                           |
| ------------------------------- | ------------------------------- | ------------------------------- | ------------------------------- | ------------------------------- | ------------------------------- | ------------------------------- |
| 31                              | 7                               | 1                               | Apostolos Christou              | Grécia                          | 55.10                           |                                 |
| 32                              | 4                               | 1                               | Ralf Tribuntsov                 | Estónia                         | 55.13                           | Recorde nacional                |
| 33                              | 4                               | 0                               | Dylan Carter                    | Trinidad e Tobago               | 55.24                           |                                 |
| 34                              | 4                               | 5                               | Lavrans Solli                   | Noruega                         | 55.28                           |                                 |
| 35                              | 5                               | 8                               | Pavel Sankovich                 | Bielorrússia                    | 55.79                           |                                 |
| 36                              | 3                               | 3                               | Mohamed Hussein                 | Egito                           | 55.85                           |                                 |
| 37                              | 3                               | 8                               | Rexford Tullius                 | Ilhas Virgens Americanas        | 55.88                           |                                 |
| 38                              | 4                               | 7                               | Omar Pinzón                     | Colômbia                        | 55.90                           |                                 |
| 39                              | 3                               | 4                               | Lukas Rauftlin                  | Suíça                           | 56.11                           |                                 |
| 40                              | 4                               | 6                               | Janis Šaltans                   | Letônia                         | 56.15                           |                                 |
| 41                              | 3                               | 6                               | Ryan Pini                       | Papua-Nova Guiné                | 56.39                           |                                 |
| 41                              | 4                               | 9                               | I Gede Siman Sudartawa          | Indonésia                       | 56.39                           |                                 |
| 43                              | 3                               | 5                               | Doruk Tekin                     | Turquia                         | 56.57                           |                                 |
| 44                              | 4                               | 8                               | Lê Nguyễn Paul                  | Vietname                        | 56.95                           |                                 |
| 45                              | 3                               | 7                               | Petar Petrović                  | Sérvia                          | 57.44                           |                                 |
| 46                              | 2                               | 6                               | Timothy Wynter                  | Jamaica                         | 57.47                           |                                 |
| 47                              | 2                               | 2                               | Boris Kirillov                  | Azerbaijão                      | 57.50                           |                                 |
| 48                              | 3                               | 9                               | Martin Zhelev                   | Bulgária                        | 57.55                           |                                 |
| 49                              | 2                               | 3                               | Merdan Atayev                   | Turquemenistão                  | 57.57                           |                                 |
| 50                              | 3                               | 0                               | Charles Hockin                  | Paraguai                        | 57.84                           |                                 |
| 51                              | 2                               | 1                               | David van der Colff             | Botswana                        | 57.95                           |                                 |
| 52                              | 3                               | 1                               | Jamal Chavoshifar               | Irão                            | 58.75                           |                                 |
| 53                              | 1                               | 5                               | Eisner Barbarena                | Nicarágua                       | 58.95                           |                                 |
| 54                              | 2                               | 5                               | Ngou Pok Man                    | Macau                           | 59.12                           |                                 |
| 55                              | 2                               | 0                               | Jean Gómez                      | República Dominicana            | 59.69                           |                                 |
| 56                              | 2                               | 9                               | Lushano Lamprecht               | Namíbia                         | 59.77                           |                                 |
| 57                              | 1                               | 4                               | Hamdan Bayusuf                  | Quênia                          | 1:00.07                         |                                 |
| 58                              | 2                               | 8                               | Driss Lahrichi                  | Marrocos                        | 1:00.42                         |                                 |
| 59                              | 1                               | 3                               | Adel El-Fakir                   | Líbano                          | 1:00.84                         |                                 |
| 60                              | 2                               | 7                               | Yaaqoub Al-Saadi                | Emirados Árabes Unidos          | 1:01.04                         |                                 |
| 61                              | 1                               | 2                               | Mohammed Bedour                 | Jordânia                        | 1:02.33                         |                                 |
| 62                              | 1                               | 7                               | Mohammad Ahmed                  | Bangladesh                      | 1:04.28                         |                                 |
| 63                              | 1                               | 1                               | Faraj Saleh                     | Bahrein                         | 1:04.94                         |                                 |
| 64                              | 1                               | 8                               | Noah Al-Khulaifi                | Catar                           | 1:05.36                         |                                 |
| 65                              | 1                               | 6                               | Arnold Kisulo                   | Uganda                          | 1:06.14                         |                                 |
| 66                              | 1                               | 0                               | Temaruata Strickland            | Ilhas Cook                      | 1:10.89                         |                                 |
| 67                              | 1                               | 9                               | Htut Ahnt Khaung                | Myanmar                         | 1:12.90                         |                                 |
| 68 !                            | 2                               | 4                               | Daniel Ramírez                  | México                          | DNS                             |                                 |
| 68 !                            | 4                               | 2                               | Albert Subirats                 | Venezuela                       | DNS                             |                                 |
| 68 !                            | 3                               | 2                               | Armando Barrera                 | Cuba                            | DSQ                             |                                 |

### Semifinal
Esses foram os resultados das semifinais. 
Semifinal 1
| Pos. | Raia | Nadador            | Nacionalidade  | Tempo | Notas |
| ---- | ---- | ------------------ | -------------- | ----- | ----- |
| 1    | 4    | Matt Grevers       | Estados Unidos | 52.73 | Q     |
| 2    | 5    | Liam Tancock       | Reino Unido    | 53.19 | Q     |
| 3    | 8    | David Plummer      | Estados Unidos | 53.54 |       |
| 4    | 6    | Grigory Tarasevich | Rússia         | 53.64 |       |
| 5    | 1    | Yakov Toumarkin    | Israel         | 53.77 |       |
| 6    | 2    | Jan-Philip Glania  | Alemanha       | 53.78 |       |
| 7    | 3    | Guilherme Guido    | Brasil         | 53.88 |       |
| 8    | 7    | Jérémy Stravius    | França         | 54.54 |       |

Semifinal 2
| Pos. | Raia | Nadador              | Nacionalidade | Tempo | Notas |
| ---- | ---- | -------------------- | ------------- | ----- | ----- |
| 1    | 4    | Mitch Larkin         | Austrália     | 52.38 | Q,    |
| 2    | 1    | Camille Lacourt      | França        | 52.70 | Q     |
| 3    | 3    | Ryosuke Irie         | Japão         | 53.13 | Q     |
| 4    | 2    | Evgeny Rylov         | Rússia        | 53.14 | Q     |
| 5    | 5    | Xu Jiayu             | China         | 53.15 | Q     |
| 6    | 6    | Chris Walker-Hebborn | Reino Unido   | 53.39 | Q     |
| 7    | 7    | Simone Sabbioni      | Itália        | 53.60 |       |
| 8    | 8    | Ben Treffers         | Austrália     | DSQ   |       |

### Final
Esse foi o resultado da final. 
| Pos.              | Raia | Nadador              | Nacionalidade  | Tempo | Notas |
| ----------------- | ---- | -------------------- | -------------- | ----- | ----- |
| Medalha de ouro   | 4    | Mitch Larkin         | Austrália      | 52.40 |       |
| Medalha de prata  | 5    | Camille Lacourt      | França         | 52.48 |       |
| Medalha de bronze | 3    | Matt Grevers         | Estados Unidos | 52.66 |       |
| 4                 | 7    | Xu Jiayu             | China          | 52.89 |       |
| 5                 | 8    | Chris Walker-Hebborn | Reino Unido    | 53.02 |       |
| 6                 | 6    | Ryosuke Irie         | Japão          | 53.10 |       |
| 7                 | 2    | Evgeny Rylov         | Rússia         | 53.23 |       |
| 8                 | 1    | Liam Tancock         | Reino Unido    | 53.37 |       |

Legenda
| Recorde mundial       | Recorde mundial (World record)               |                       | Recorde africano                      | Recorde africano (African) |                                           | Q | Classificado por posição (Qualified) |
| Recorde do campeonato | Recorde do campeonato (Championship record)  | Recorde da América    | Recorde da América (Americas)         | q                          | Classificado por melhor tempo (Qualified) |   |                                      |
| Melhor marca do ano   | Melhor marca do ano (World leading)          | Recorde asiático      | Recorde asiático (Asian)              | DNS                        | Não largou (Did not start)                |   |                                      |
| Recorde nacional      | Recorde nacional (National record)           | Recorde europeu       | Recorde europeu (European)            | DNF                        | Não terminou (Did not finish)             |   |                                      |
| Recorde pessoal       | Recorde pessoal do atleta (Personal best)    | Recorde da Oceania    | Recorde da Oceania (Oceania)          | DSQ / DQ                   | Desclassificado (Disqualified)            |   |                                      |
| Recorde da temporada  | Recorde da temporada do atleta (Season best) | Recorde sul-americano | Recorde sul-americano (South America) | NM                         | Sem marca (No mark)                       |   |                                      |